# Đá thịt lợn

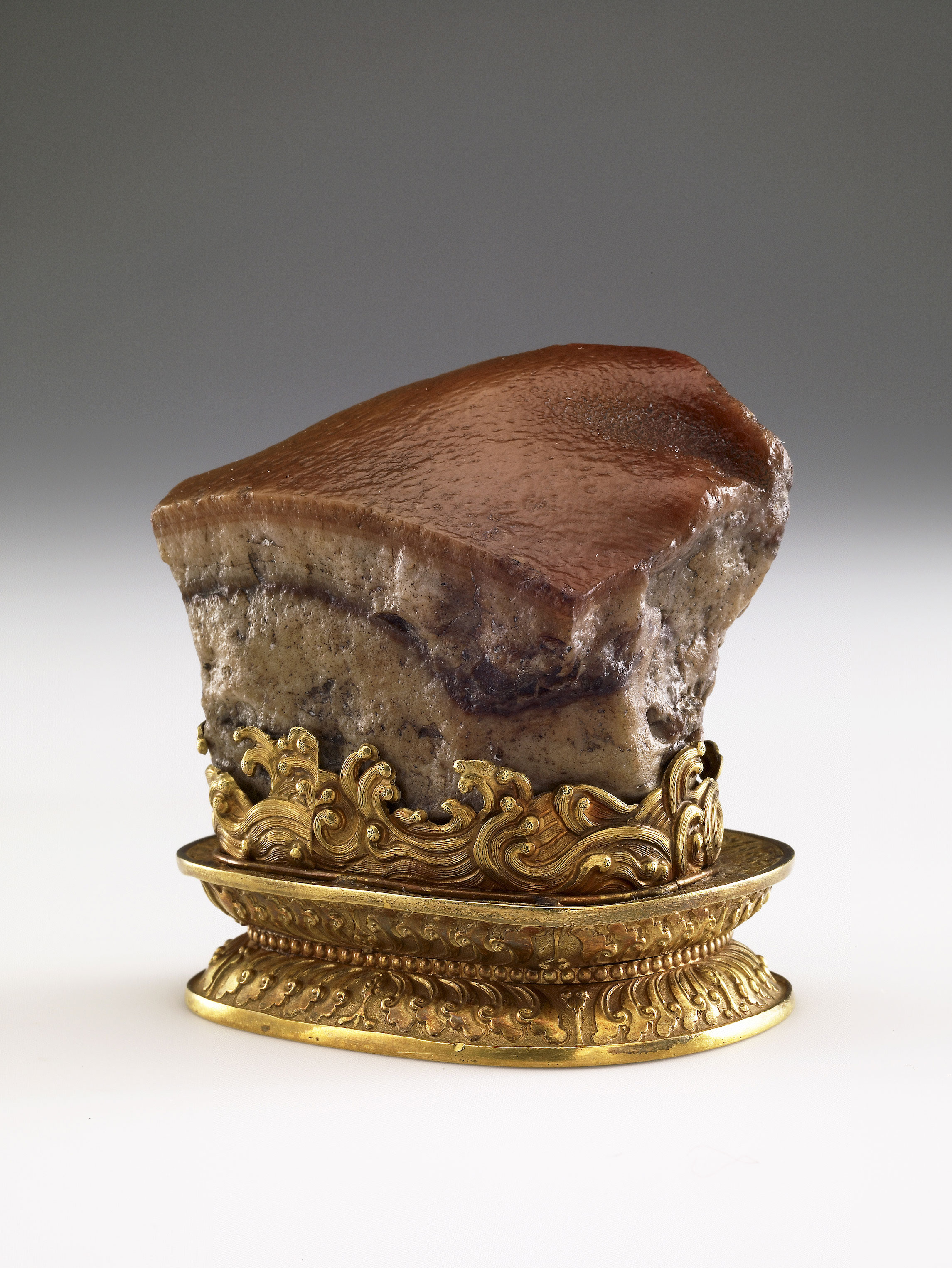
Đá thịt heo tại Bảo tàng Cố Cung ở Đài Bắc

Đá thịt lợn hay đá thịt heo (tiếng Trung: 肉形石; bính âm: ròuxíngshí - nhục hình thạch) là một miếng đá quý dòng jasper được chạm khắc theo hình dạng của một miếng thịt kho tàu kiểu thịt kho Đông Pha là một cách nấu phổ biến ở Trung Quốc để nấu ra món thịt lợn ba chỉ (ba rọi). Nó là một phần trong bộ sưu tập của Bảo tàng Cố cung Quốc gia ở Đài Bắc, Đài Loan. Mặc dù chỉ có tầm quan trọng ở mức độ vừa phải theo quan điểm lịch sử nghệ thuật, nhưng nó là một địa điểm được du khách yêu thích và trở nên nổi tiếng. Miếng đá thịt heo này đã được gọi là "kiệt tác nổi tiếng nhất" của toàn bộ Bảo tàng Cố cung Quốc gia và cùng với Bắp cải ngọc và Mao Công Đỉnh, ngày nay được gọi là một trong ba Bảo vật (tam bảo) của Bảo tàng Cố cung Quốc gia, tái định hình từ một số tác phẩm ít được tiếp cận hơn và không được trưng bày thường xuyên Miếng đá hình thịt này cũng đã được công chúng chọn là bảo vật quan trọng nhất trong toàn bộ bộ sưu tập của Bảo tàng. Viên đá quý này đã được chạm khắc trong thời kỳ triều đại nhà Thanh từ băng jasper, sác lớp đá tích tụ tự nhiên qua nhiều năm với nhiều sắc thái khác nhau Nghệ nhân chạm khắc trên đá đã nhuộm màu da cho viên đá này kết quả là một miếng đá trông giống như thật với nhiều lớp giống như lớp mỡ và thịt nom hấp dẫn. 
Đá thịt lợn là đá thiên nhiên 100%, thuộc đá trầm tích, đá silic hoặc đá biến chất, do quá trình vận động địa chất tiếp xúc với các khoáng chất khác, loại đá này bị sắc hóa tạo nên màu sắc kỳ lạ. Các lớp riêng rẽ của những viên đá cứng và trơn nhẵn này được tạo ra nhờ một chu kỳ đá với các giai đoạn biến chất, lắng động trầm tích và silic, các lớp của đá trông rất giống các lớp da, mỡ và nạc ở thịt lợn, trong quá trình vận động địa chất tiếp xúc với các khoáng chất khác, bị sắc hóa nên tạo thành hình dạng đặc thù có màu trắng, đỏ xen lẫn trông như một miếng thịt lợn, đá thịt lợn nó có cả bì, các loại đá với màu đỏ và trắng đan xen có rất nhiều, nhưng chỉ có đá có cả bì mới được gọi là đá thịt lợn. Ngoài tên gọi là đá thịt lợn, loại đá này còn có tên là đá phú quý. Thông qua quá trình đục, đẽo, đá sẽ cho ra hình dạng giống với miếng thịt đông lạnh. Những viên đá như thế này có thể xuất hiện ở nhiều vùng tại Trung Quốc như Nội Mông, Sơn Đông, Hà Bắc, Quảng Tây nhưng giá trị sẽ được quyết định bởi độ tự nhiên của chúng, nếu bị can thiệp nhiều thì những viên đá đó sẽ không còn giá trị như những viên đá thô.

## Hình ảnh

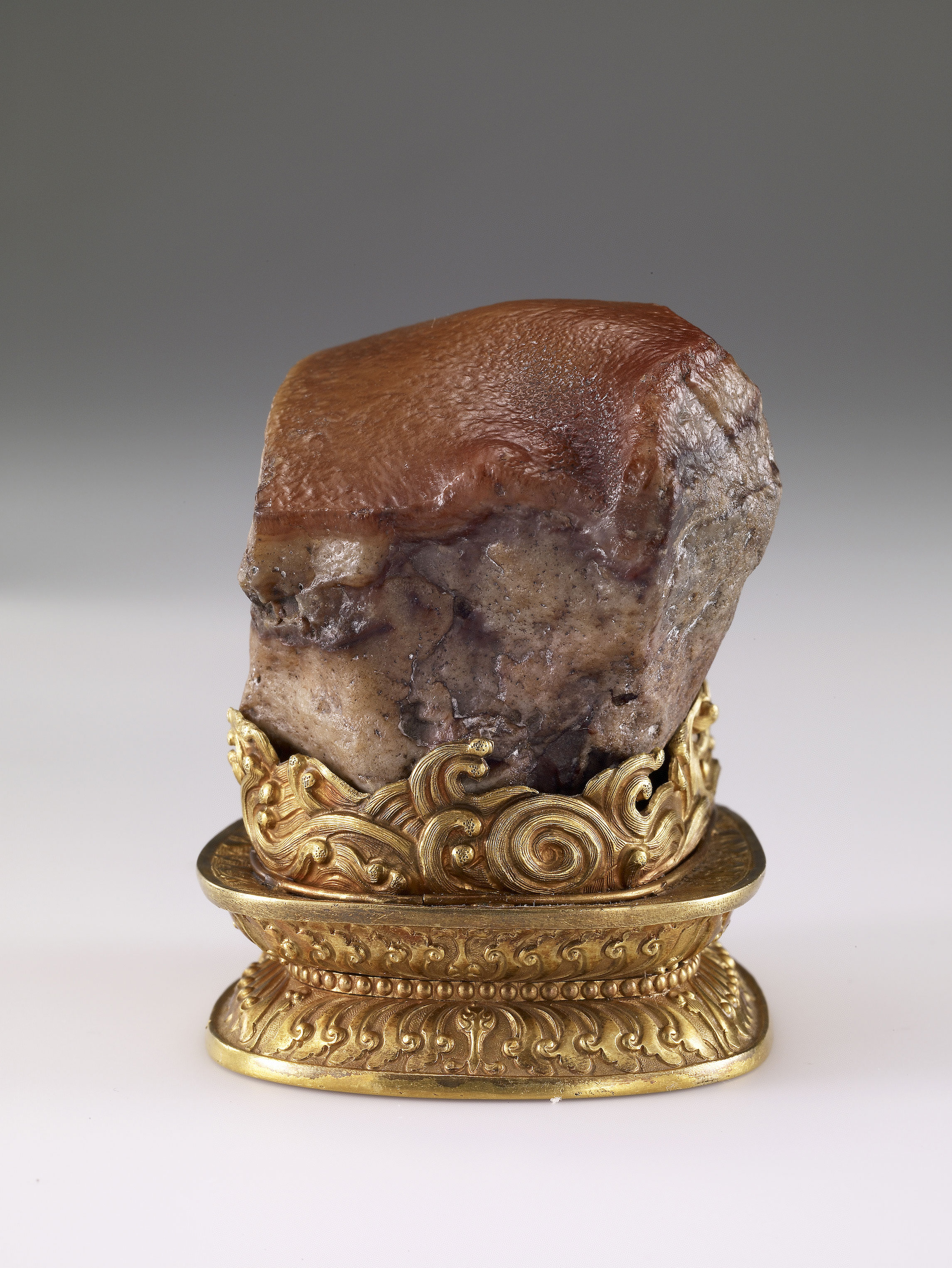
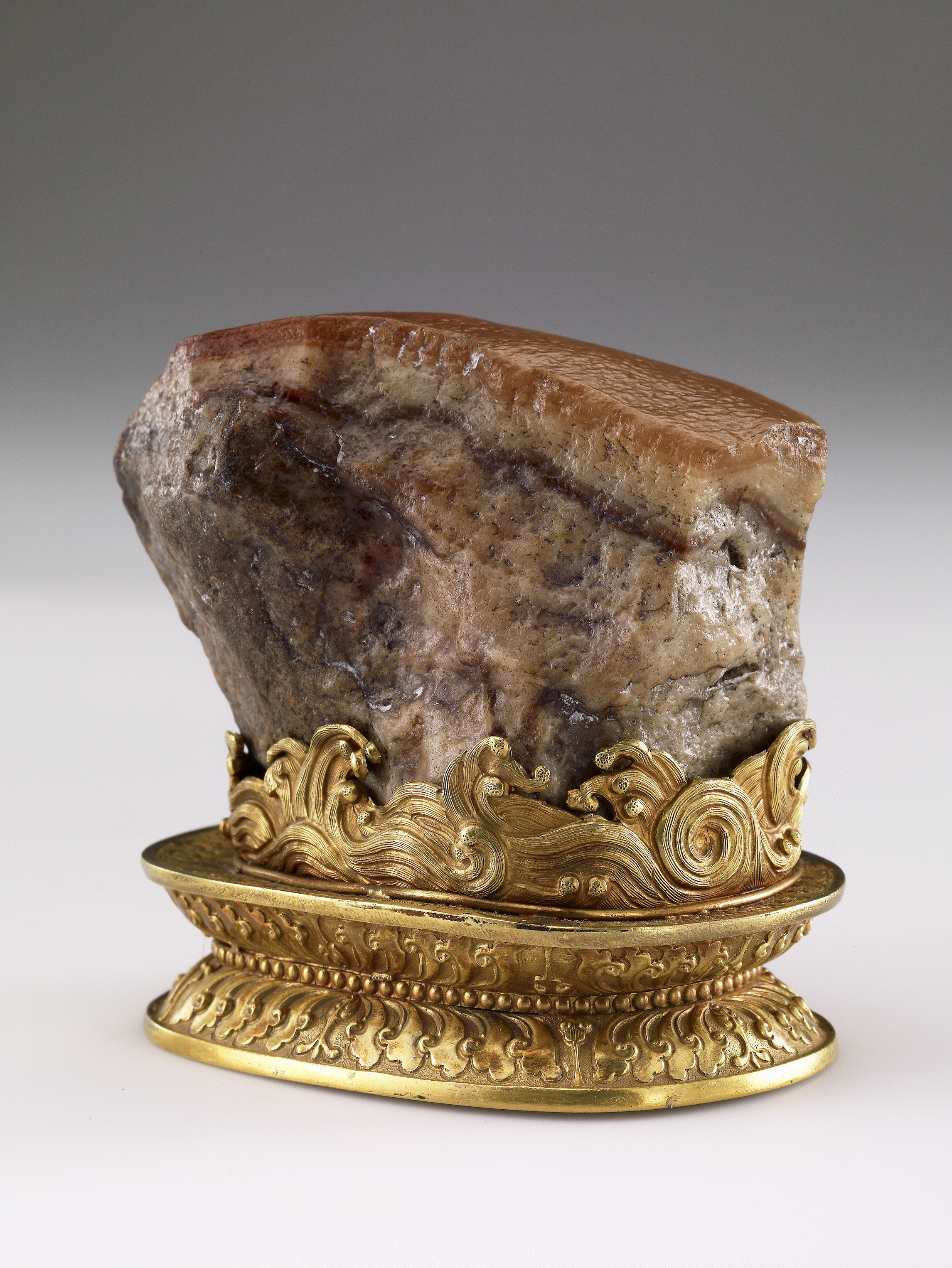
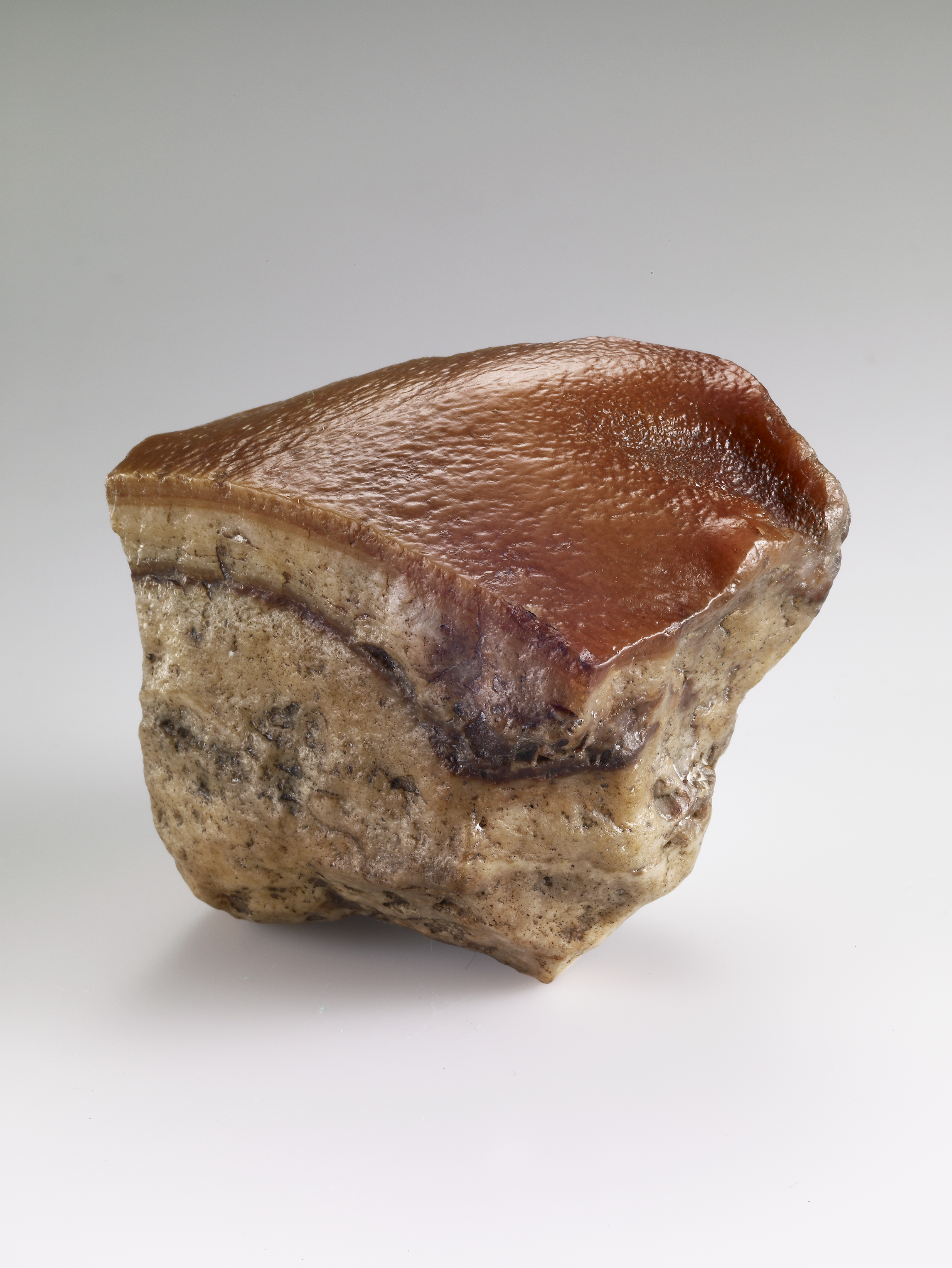
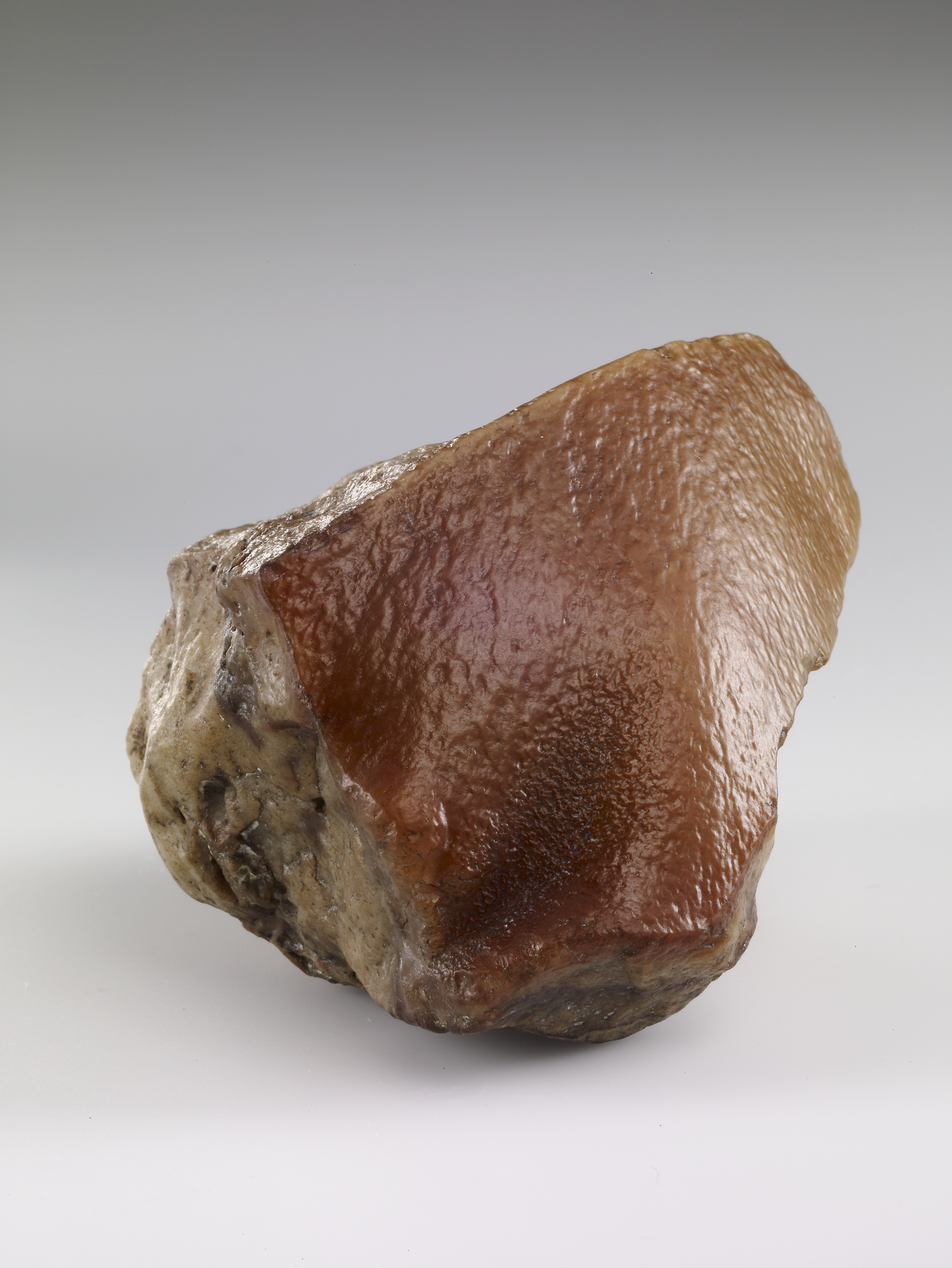